# Richard Zajac
Richard Zajac (* 16. September 1976 in Žilina) ist ein slowakischer  Fußballtorhüter.

## Karriere

### Verein
Zajac ist vor allem aus seiner Zeit beim FK Dukla Banská Bystrica bekannt, dessen Tor er über zwölf Jahre in 141 Spielen hütete und wo er bereits als Jugendspieler sieben Jahre verbrachte. Mit diesem Verein stieg er 2003 in die Slowakische 1. Liga auf, erreichte 2004 den Vizemeistertitel und gewann 2005 den Slowakischen Pokal. Ihm zu verdanken war auch die Teilnahme von Dukla Banská Bystrica am UEFA-Pokal in den Spielzeiten 2004/05 und 2005/06. Von 2008 bis 2010 spielte Zajac bei einem weiteren slowakischen Erstliga-Klub, dem MFK Dubnica, wo er in der Saison 2008/09 alle 33 Spiele absolvierte. Im Winter 2010 schloss er sich Podbeskidzie Bielsko-Biała an und trug in der Rückrunde der Saison entscheidend dazu bei, dass der Verein die Klasse halten konnte: er hielt in 9 von 15 Spielen seinen Kasten sauber, davon sechsmal in Folge; insgesamt kassierte er nur zehn Gegentore. Im Sommer 2010 verlängerte er seinen Vertrag mit dem Klub bis Juni 2012.

### Nationalmannschaft
Zajac spielte 2006 in einem inoffiziellen Match der Slowakei gegen Kuwait (2:0). Darüber hinaus stand er im Kader der Nationalmannschaft im Jahr 2004, wurde aber in keinem Spiel eingesetzt.

## Erfolge
- Vizemeister 1. Liga Slowakei: 2004
- Meister der 2. Liga: 2003
- Slowakischer Fußballpokal: 2005